# دایان ونورا
دایان ونورا (انگلیسی: Diane Venora؛ زادهٔ ۱۰ اوت ۱۹۵۲) یک هنرپیشه اهل ایالات متحده آمریکا است.

## فیلم‌شناسی
از فیلم‌ها یا برنامه‌های تلویزیونی که وی در آن نقش داشته‌است می‌توان به مخمصه، رومئو + ژولیت، نفوذی، سیزدهمین سلحشور، هملت، آیرن‌وید، سه آرزو، انجمن پنبه، دشنه، ایالتی، بی‌فرزند و نجات پیکاسو اشاره کرد.